# بيدرو دي بالديبيا
بيدرو دي فالديفيا (ولد في كاستويرا بمقاطعة بطليوس بإسبانيا في 17 أبريل 1497، وتوفي في توكابل بتشيلي في 25 ديسمبر 1553) فاتح تشيلي وحاكمها ومؤسس مدينتي سانتياغو وكونسيبسيون. وخدم في الجيش الأسباني في إيطاليا والفلاندرز قبل أن يذهب لأمريكا الجنوبية عام 1534.
عندما قامت الحرب بين بيزارو وألماغرو حارب بجانب الأول، ثم ترأس حملة إلى تشيلي عام 1540 بقوة من 150 أسبانيا (بينهم عشيقته إنيز سواريز) مع بعض الحلفاء الهنود حيث عبر الصحراء الساحلية وهزم قوة هندية أتت لمحاربته وفي 12 فبراير 1541 أسس سانتياغو وبعد خمس سنوات زاد حكم أسبانيا جنوب نهر بيو بيو وبعد قتاله في البيرو لسنتين أخرى ين رجع كحاكم لتشيلي ثم بدأ يحتل المناطق جنوب نهر بيو بيو وأسس كونسيبسيون.
قتل وهو يحارب ثورة لهنود الأراوكان والمكان و اليوم الذين مات فيهما غير معروفين لكن يعتقد أن مات يوم عيد الميلاد لسنة 1553.

## أنظر أيضا
- مابوتشي